# Лейк-Ваккамо (Північна Кароліна)
Лейк-Ваккамо (англ. Lake Waccamaw) — місто (англ. town) в США, в окрузі Колумбус штату Північна Кароліна. Населення — 1296 осіб (2020).

## Географія
Лейк-Ваккамо розташований за координатами 34°19′12″ пн. ш. 78°31′14″ зх. д. / 34.32000° пн. ш. 78.52056° зх. д. (34.320055, -78.520600).  За даними Бюро перепису населення США в 2010 році місто мало площу 9,12 км², з яких 9,10 км² — суходіл та 0,01 км² — водойми. В 2017 році площа становила 7,17 км², з яких 7,17 км² — суходіл та 0,00 км² — водойми.

## Демографія
Згідно з переписом 2010 року, у місті мешкало 1480 осіб у 558 домогосподарствах у складі 369 родин. Густота населення становила 162 особи/км².  Було 968 помешкань (106/км²).
Расовий склад населення:
| - 80,9 % — білих - 13,4 % — чорних або афроамериканців - 3,9 % — корінних американців - 0,1 % — азіатів |

До двох чи більше рас належало 1,3 %. Частка іспаномовних становила 1,2 % від усіх жителів.
За віковим діапазоном населення розподілялося таким чином: 19,8 % — особи молодші 18 років, 56,7 % — особи у віці 18—64 років, 23,5 % — особи у віці 65 років та старші. Медіана віку мешканця становила 48,4 року. На 100 осіб жіночої статі у місті припадало 94,0 чоловіків;  на 100 жінок у віці від 18 років та старших — 93,6 чоловіків також старших 18 років.
Середній дохід на одне домашнє господарство  становив 72 587 доларів США (медіана — 55 000), а середній дохід на одну сім'ю — 84 311 долар (медіана — 74 766). Медіана доходів становила 55 208 доларів для чоловіків та 42 143 долари для жінок. За межею бідності перебувало 18,6 % осіб, у тому числі 39,8 % дітей у віці до 18 років та 0,6 % осіб у віці 65 років та старших.
Цивільне працевлаштоване населення становило 444 особи. Основні галузі зайнятості: освіта, охорона здоров'я та соціальна допомога — 38,3 %, фінанси, страхування та нерухомість — 11,0 %, мистецтво, розваги та відпочинок — 9,0 %, виробництво — 7,2 %.